# Kostol
Kostol (kyrillisch: Костол) ist ein Dorf in der Opština Kladovo und im Bezirk Bor im Osten Serbiens.

## Einwohner
Die Volkszählung 2002 (Eigennennung) ergab, dass 1053 Menschen im Dorf leben.
Weitere Volkszählungen:
- 1948: 0834
- 1953: 0859
- 1961: 0891
- 1971: 1138
- 1981: 1218
- 1991: 1177